# Bánáti csehek
Bánáti csehek, bánsági csehek, pémek (a német Böhm 'cseh' szóból) (románul: pemi) a romániai, kisebb részt a szerbiai Bánát déli részén élő cseh népcsoport. Többségüket, akik az Al-Duna közelében élnek, klisszurai cseheknek is nevezik. Településeik nem alkotnak összefüggő falucsoportot, hanem hét egymástól távol fekvő, cseh többségű faluban és szórványt alkotva a környező városokban és falvakban élnek.

## Betelepülésük

### Az első telepeshullám
Az első cseheket, kb. 80 családot Georg Magyarly oravicabányai kincstári erdőbérlő toborozta erdőmunkásokként 1823-ban Plzeň, Klatovy, Domažlice, Kladno és Čáslav környékéről, az akkori katonai határőrvidék területére. Utuk Bécsen keresztül közel két hónapig tartott. Közülük 1823-ban az 52 katolikus család megalapította Elisabethfeld (Svatá Alžběta, vagy mai cseh nevén Lizabeta, 'Szenterzsébet', még 1830 körül a vízhiány miatt elhagyták), a 28 huszita család 1824 és 1825 között Szenthelena (Dunaszentilona) falvakat. Nevüket állítólag Magyarly lányairól kapták. Mivel az ideérkező csehek csak hatalmas erdőséget találtak, ki kellett vágniuk a fákat, melyeket el is kellett szállítaniuk a tulajdonosnak. Három évig dolgoztak Magyarlynak, aki 1826-ban, a szerződés lejárta után eltűnt a környékről. A telepesek a 14. határőrezred tisztjeihez fordultak segítségért. A Határőrség vezetősége ekkor nemcsak a szenthelenaiak és elisabethfeldiek gondját vállalta magára, de a lehetőséget felismerve saját maga kezdett telepítő akcióba, hogy benépesítse az Orsovai, az Almás és a Lokva-hegységet.

### A második telepeshullám
A határőrség által szervezett második telepeshullámban Plzeň, Klatovy, Domažlice, Litoměřice, Chrudim és Beroun vidékéről érkeztek csehek, ezúttal kizárólag római katolikus vallásúak. A telepítő biztosok nagyon kedvező feltételekkel (10 évi adómentesség, 12 hold föld minden családnak, ingyen vetőmag) csalogatták őket, melyeket a Cseh Helytartóság hirdetett ki. Többségük csak a megérkezéskor jött rá, hogy a termékeny bánáti síkság helyett a lakatlan erdőségben kaptak házhelyet. Gyülekezőjük Ómoldovában volt, ahol szétosztották őket a telepítési hivatal által épített házakból álló falvakba. 1826 és 1828 között benépesítették Bigért (Schnellersruhe), Weitzenriedet (Szörénybúzás), Tiszafát (Eibenthal), Újasszonyrétet (Frauenwiese, Újogradena), Ravenszkát (Almásróna) és Sumicát (Cseherdős). Később Bigér, Tiszafa és Frauenwiese települések vízhiány miatt áttelepültek kedvezőbb helyre. Ugyanekkor csehországi, főként Cheb környékéről származó németek települtek Lindenfeldre, Ószadovára, Ruszkicára, Temesfőre és Wolfsbergbe. A régebbi források sokszor utóbbiakat is „csehek”-nek nevezik, a körülöttük élő, más nyelvű lakosság pedig ugyancsak „pémek”-nek hívja őket. Ez a második telepeshullám összesen 3880 csehet és csehországi németet érintett.

### A harmadik telepeshullám
A szokatlan viszonyokat, a 12 éves kötelező katonai szolgálatot (a tízéves adó- és katonáskodási mentesség lejárta után), az 1848–49-es pusztításokat, az erdei talajt, az időjárásbeli szélsőségeket, földrengéseket és a vadállatokkal folytatott állandó küzdelmet megelégelve sok telepes idővel a síksági településekre költözött, vagy a Resica vidéki ipari üzemekben vállalt munkát. 1829–1831-ben elisabetfeldi családok Golub Lazarević nagyszredistyei birtokán alapítottak cseh telepet, ahová 1850–1852-ben morvaországi protestánsok is települtek. 1833-ban Fehértemplom mellett a síkságon a Bozovicshoz közeli ponyászkatelepi sikertelen telepítés lakóiból létrejött Ablián (később Csehfalva, csehül České Selo) cseh falu. 1837–1838-ban weitzenriedi és ravenszkai családok költöztek ma szintén Szerbiában fekvő Kruscsicára (Körtéd, csehül Kruščica). Az 1860-as években főleg már létező falvakba telepítettek cseheket: 1862-ben Klopodiába (csehül Klopotýn), 1863-ban Németperegre (csehül Veľký Pereg), 1863–1865-ben pedig Szkeusra (Bojtorjános, csehül Skajuš) és Zsuppára (rom. Jupa). Ezek a csehek azonban idővel asszimilálódtak.

## Kultúrájuk, életmódjuk

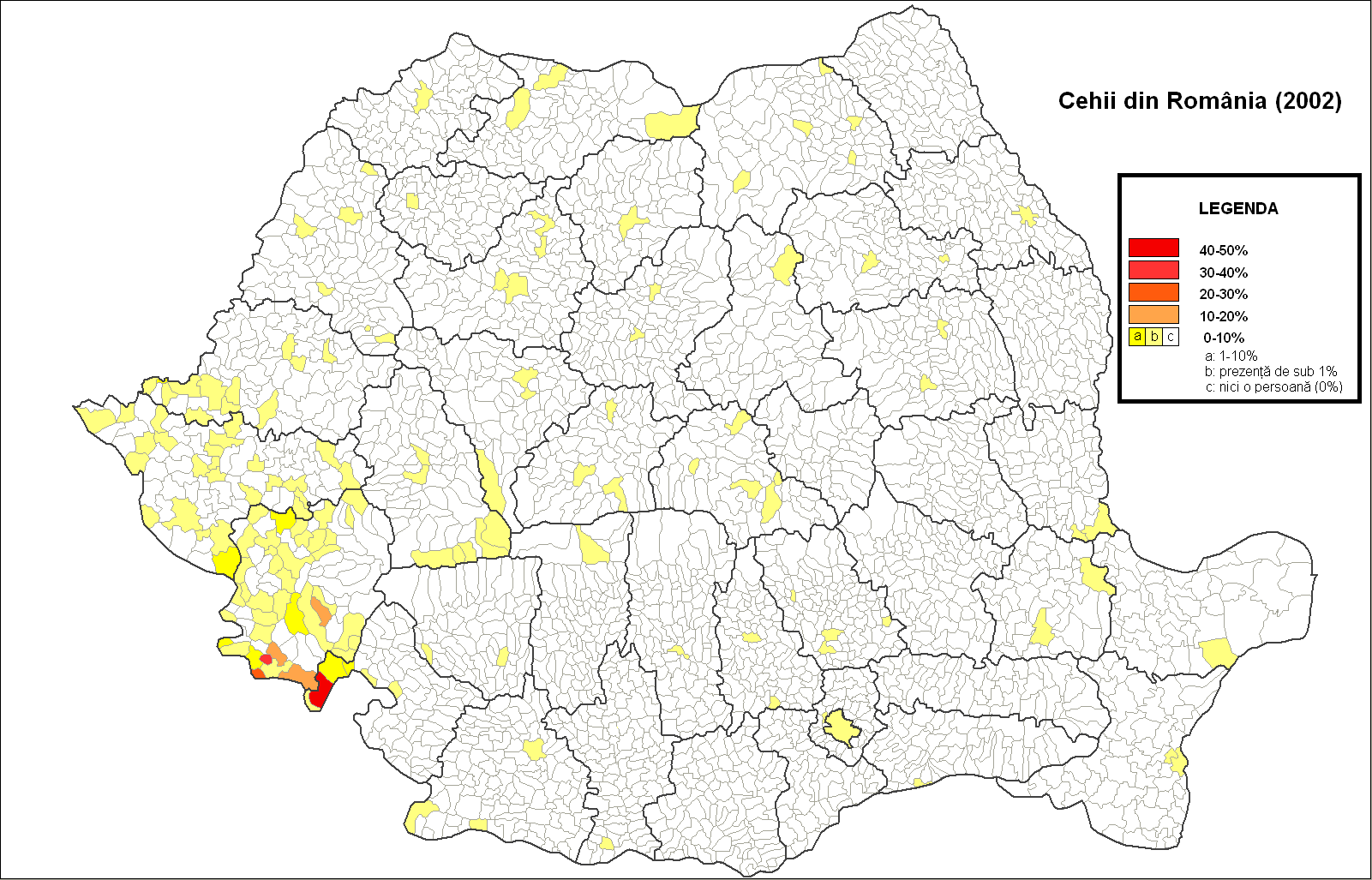
Csehek Romániában a 2002-es népszámlálás szerint

A szenthelenai huszitákon kívül (akik idővel a baptista vallásra tértek át) valamennyi bánsági cseh római katolikus vallású. A Határőrség vezetése azonban csak 1850-ben kért számukra papokat a Hradec Králové-i püspöktől és csupán az 1850-es években alapított számukra állandó iskolákat. A bánátiak a 20. században sokkal erősebben kötődtek a valláshoz, mint az anyaországi csehek. Hagyományos zarándoklataik a csiklovabányai Mária-kegyhelyre irányultak.
Népi kultúrájuk és nyelvjárásuk nemcsak az anyaországhoz képest őrzött meg sok archaizmust, de az egyes, egymással hagyományosan nem házasodó falvak kultúrája is különböző. A kezdetben főként favágásból és szénégetésből élő csehek a megnyíló szénbányákban (Tiszafaiújbánya, Drenkova, Kozlatelep) bányászként vagy fuvarosként vállaltak munkát. Az 1950-es években nagyon sok cseh dolgozott Aninán. Híressé vált hagyományos tejgazdálkodásuk is.

## A 20. század és a jelen
1910-ig cseh nyelvű, egy rövid ideig magyar iskoláik voltak, majd 1920-tól román–csehszlovák államközi egyezmény értelmében Csehországból érkeztek tanítóik. 1947 és 1949 között a romániai csehek egyharmada, 2249 személy repatriált és a csehországi németek elhagyott falvaiban, főleg a chebi és a sokolovi régióban talált új otthonra. 1990 után a bánáti cseh falvak fiatalságának többsége Csehországban keresett munkát és vagy ingázik, vagy le is telepedett az anyaországban. Politikai érdekképviseletüket a Romániai Szlovákok és Csehek Szövetsége (Demokratický svaz Slováku a Cechu v Rumunsku) látja el. A cseh települések környéki hegységekben jelentős a Csehországból érkező turizmus.
A romániai Bánátban 2002-ben 3595 cseh élt (a romániai csehek 91%-a), a Vajdaságban 1648 (főként Fehértemplom környékén). A cseh falvakon kívül a számuk Romániában Orsován, Berszászkán, Resicabányán és Zlaticán volt a legmagasabb. 1995 és 2015 között a hagyományosan cseh falvak lakossága máshová költözött.

## Híres bánáti csehek
- Ignat Bednarik festőművész
- Jiří Kormaník olimpiai ezüstérmes birkózó
- A második világháború után visszatelepült nagyapja révén bánáti származású Pavel Nedvěd labdarúgó

## A telepesfalvak listája
- Szenthelena (csehül: Svatá Helena, románul: Sfânta Elena)
- †Lizabeta (németül: Elisabetfeld)
- Weitzenried, csehül: Gerník, románul: Gârnic
- Bigér (csehül: Bígr, németül: Schnellersruhe, románul: Bigăr)
- Ravenszka (csehül: Rovensko, románul: Ravensca)
- Tiszafa (Eibenthal) (csehül: Jeventál, románul: Eibenthal)
- †Frauenwies (románul: Poiana Muierii) lakói vízhiány miatt Újasszonyrétre költöztek
- †Újogradena (Újasszonyrét) (csehül: Frauvízn, románul: Ogradena Nouă), elárasztották az erőmű építésekor
- Ó- és Újzsupanek (csehül: Nový Župánek, románul: Jupalnicul Nou)
- Ponyászkatelep  (csehül: Krásné údolí, románul: Poneasca, németül: Schönthal)
- Sumica (csehül: Šumice, románul: Șumița)
- Ablián (csehül: České Selo, 1946-ig Fabián, szerbül: Чешко Село)
- Kruscsica (csehül: Kruščica, szerbül: Крушчица)
- Nagyszredistye (csehül: Veliko Srediště, szerbül: Велико Средиште)

A harmadik település alkalmával érkezettek (később asszimilálódtak): 
- Klopodia (csehül: Klopotýn, románul: Clopodia)
- Szkeus (csehül: Skaiuš, románul: Scăiuș)
- Németpereg (csehül: Veľký Pereg, románul: Peregu Mare) – Arad megyében, a magyar határ mellett fekszik, a térképen nem látható (a nagyperegi protestáns csehek elmagyarosodtak)

Másodlagos bánáti cseh települések Bulgáriában:
- Vojvodovo, Vraca megye
- Belinci, Razgrad megye
- Podajva, Razgrad megye

A szudétanémetek falvai:
- Temesfő (németül: Weidental, románul: Brebu Nou)
- Wolfsberg (románul: Gărâna)
- Ruszkicatelep (németül: Wolfswiese, románul: Colonia Ruschița)
- Lindenfeld
- Ószadova (németül: Altsadowa, románul: Sadova Veche)